# World Doctors Orchestra
Das World Doctors Orchestra (WDO, deutsch „Weltärzteorchester“) ist ein von dem Mediziner Stefan Willich im Jahre 2008 gegründetes, aus Ärzten bestehendes Orchester. Als gemeinnützige Einrichtung hat sich das Orchester zum Ziel gesetzt, Musik mit globaler sozialer und medizinischer Verantwortung zu verbinden. Ehrenmitglied des Kuratoriums ist der Dirigent Zubin Mehta.
Sein Debüt gab das WDO im Mai 2008 in der Berliner Philharmonie. Mittlerweile zählen mehr als 2.000 Mediziner und Medizinerinnen aus 60 Nationen zum WDO. Viermal im Jahr treffen sich rund 100 Ärzte aus aller Welt um Benefizkonzerte zu geben, deren Erlöse an ausgewählte medizinische Hilfsorganisationen gehen. Bis 2024 hat das Orchester 80 Konzerte in 44 Sessions auf der ganzen Welt gegeben und ca. 2 Millionen Euro für wohltätige medizinische Zwecke gespendet.
Das WDO ist ein unabhängiger Verein, der vom Idealismus der Orchestermitglieder getragen wird. Die Teilnehmer tragen ihre Reisekosten selbst, während die Kosten vor Ort möglichst niedrig gehalten werden. Durch das Engagement seiner Teilnehmer, Freunde und Förderer hat sich das WDO zum führenden internationalen Ärzteorchester entwickelt. Darüber hinaus treten Mitglieder des WDO in kleineren Kammermusikgruppen auf und haben mehrere nationale und regionale Ärzteorchester gegründet, was die globale Bedeutung des WDO weiter verstärkt.

Das World Doctors Orchestra beim Jubiläumskonzert in der Elbphilharmonie Hamburg, 2018